# Yésha Sempter
Yésha Sempter (ישע סמפטר) est une femme de lettres d'origine américaine, installée en Terre d'Israël et fondatrice de l'institut Beït-Yésha.

## Biographie
Elle naît à New York en 1883 dans une famille juive aisée et intégrée à la société américaine. Elle étudie la littérature et la philosophie à l'université. À l'âge de 25 ans, Yésha Sempter est conquise par les idées du sionisme et émigre en Palestine en 1919, laissant derrière elle sa vie d'aisance. Elle s'installe tout d'abord à Jérusalem, puis quelques années après passe à Rehovot où elle se rapproche de la communauté juive originaire du Yémen. Elle adopte une enfant issue de cette dernière prénommée Tamar. Comme membre actif au sein de la WIZO, elle récupère les fonds nécessaires à la fondation de jardins d'enfants à Rehovot. Désireuse de vivre dans un cadre naturel elle part s'installer au kibboutz Guivat-Brener, dont elle deviendra membre 10 ans plus tard en 1934. Sempter y reçoit de nombreuses personnalités, telles que Henrietta Soldz, Mania Shohat, le consul britannique en Palestine Herbert Samuel, ainsi que Chaim Weizmann et son épouse. Avec une amie, elle finance de ses biens personnels l'institut de convalescence végétarien Beït-Yésha qu'elle offre au kibboutz. Sempter y réside et le dirige. La construction des bâtiments durera plusieurs années. Y logeront de nombreux blessés de guerre et parallèlement, l'institut ouvrira ses portes aux intellectuels de l'Université Hébraïque de Jérusalem, à la communauté juive des États-Unis, aux poètes et artistes.
Le kibboutz Guivat-Brener devient alors un pôle géographique d'échanges d'idées. Yésha Sempter y dispense des conférences sur la philosophie indienne et sur Spinoza. Durant cette période, elle rédige de nombreux ouvrages et poèmes en anglais. Yésha Sempter meurt de maladie en novembre 1938.
Elle est ainsi décrite dans son oraison funèbre : « Dans ce corps faible et fragilisé résidait une grande âme nantie de prestance et de pureté. Son amour était infini pour l'Humain et pour la moindre expression de son intellect. Elle avait foi en l'Homme ». Le député Haïm Ben-Asher lui rend hommage dans un écrit, La Femme Sage de Guivat-Brener : « "Sage" dans son sens hébraïque et biblique. Il nous faudrait du temps pour remonter les secrets de cette femme, ceux de sa sagesse comme ceux de sa prestance parmi les femmes d'Israël ».
Les œuvres de Yésha Sempter sont préservées à Guivat-Brener.